# Peter Cormack
Peter Barr Cormack (Edimburgo, 17 luglio 1946 – Edimburgo, 10 ottobre 2024) è stato un calciatore e allenatore di calcio scozzese, di ruolo centrocampista.

## Carriera
Nell'estate 1967 con l'Hibernian disputò l'unica edizione del campionato dell'United Soccer Association, lega che poteva fregiarsi del titolo di campionato di Prima Divisione su riconoscimento della FIFA: quell'edizione della Lega fu disputata utilizzando squadre europee e sudamericane in rappresentanza di quelle della USA, che non avevano avuto tempo di riorganizzarsi dopo la scissione che aveva dato vita al campionato concorrente della National Professional Soccer League. Gli Hibs rappresentarono il Toronto City Soccer Club che non superò le qualificazioni per i play-off, chiudendo la stagione al terzo posto della Eastern Division.

## Palmarès

### Giocatore

#### Competizioni nazionali
- Campionato inglese: 2

Liverpool: 1972-1973, 1975-1976
- Charity Shield: 2

Liverpool: 1974, 1976
- Coppa d'Inghilterra: 1

Liverpool: 1973-1974

#### Competizioni internazionali
- Coppa UEFA: 2

Liverpool: 1972-1973, 1975-1976
- Coppa anglo-scozzese: 1

Bristol City: 1977-1978